# Coptacra ensifera
Coptacra ensifera är en insektsart som beskrevs av Bolívar, I. 1902. Coptacra ensifera ingår i släktet Coptacra och familjen gräshoppor. Inga underarter finns listade i Catalogue of Life.